# Greensburg (Louisiana)
Greensburg è un comune degli Stati Uniti d'America, situato nello Stato della Louisiana, in particolare nella parrocchia di St. Helena, della quale è il capoluogo.